# William Sulzer
William Sulzer (18 de março de 1863, Elizabeth, Union County, Nova Jersey - 6 de novembro de 1941, Nova Iorque) foi um advogado e político americano, apelidado de Plain Bill Sulzer.

## Primeiros anos e ascensão política
William Sulzer frequentou as escolas públicas de sua terra natal e depois o Columbia College. Depois de estudar direito e ser admitido na Ordem dos Advogados em 1884, ele começou a trabalhar em sua nova profissão em Nova York. Politicamente, tornou-se membro do Partido Democrata. De 1889 a 1894 foi representante na Assembleia do Estado de Nova York. Em 1893 foi também Presidente da Câmara. Entre 1892 e 1912 Sulzer participou das respectivas Convenções Nacionais Democráticas como delegado e entre 4 de março de 1895 e 31 de dezembro de 1912 atuou como membro do Congresso. Lá, ele foi temporariamente presidente do comitê de relações exteriores.

## Posse governamental e impeachment
Em 5 de novembro de 1912, William Sulzer foi eleito o novo governador de seu estado contra o republicano Job E. Hedges. Ele assumiu este cargo em 1º de janeiro de 1913. Como governador, tentou reduzir a influência da Tammany Hall Society, organização próxima ao seu partido, na política. Seguiu-se uma disputa de poder entre o governador e esta organização, que o acusou de desviar fundos de campanha. Isso culminou em um processo de impeachment que terminou com a demissão de Sulzer. Enquanto isso, o vice-governador Martin H. Glynn foi encarregado do exercício dos negócios oficiais. Em 17 de outubro de 1913, Sulzer foi oficialmente removido do cargo.

## Carreira posterior
No mesmo ano, Sulzer foi reeleito para o parlamento estadual como candidato independente. Em 1914, ele fez campanha sem sucesso para o retorno ao governo. De qualquer forma, uma candidatura teria sido inútil, dado o domínio dos dois principais partidos nos Estados Unidos. Depois disso, Sulzer voltou a trabalhar como advogado. Ele morreu em novembro de 1941. William Sulzer era casado com Clara Rodelheim.